# Semisonic
Semisonic (транскр.  Семисоник) америчка је алтернативна рок група из Минеаполиса основана 1995. године. Најпознатија је по синглу Closing Time који је достигао 1. место на топ листи у САД. Песма Secret Smile је касније достигла 13. место на топ листи Уједињеног Краљевства.

## Дискографија
Студијски албуми
- Great Divide (1996)
- Feeling Strangely Fine (1998)
- All About Chemistry (2001)